# Meerdates
Meerdates (em latim: Meherdates; em parta: 𐭌𐭄𐭓𐭃𐭕) foi um príncipe parta que competiu contra Gotarzes II (r. 40–51) pela coroa parta de 49 a 51.

## Nome
Mitridates (Μιθριδάτης, Mithridátēs), Mitradates (Μιθραδάτης, Mithradátēs), Meredates (Μερεδατης, Meredatēs), Meerdates (Meherdates) são as variantes gregas do persa antigo Mitradata (*Miθra-dāta-), "dado por Mitra". O nome foi registrado em parta (𐭌𐭕𐭓𐭃𐭕), persa médio e armênio (Միհրդատ) como Mirdate (Mihrdāt), em aramaico como Mitredate ("Mitredat", mtrdt) e em persa novo como Merdade (مهرداد, Mehrdâd).

## Vida
Meerdates era filho de Vonones I (r. 8–12). Era refém dos romanos, mas em 49 a nobreza parta apelou ao imperador Cláudio (r. 41–54) que o soltasse para confrontar Gotarzes II (r. 40–51). O plano, no entanto, fracassou quando Meerdates foi traído pelo governador de Edessa e por Izates II, de Adiabena; foi capturado e enviado a Gotarzes, e pôde viver depois de ter suas orelhas mutiladas, um ato que o desqualificava como herdeiro do trono.